# أقلية مهيمنة
الأقلية المهيمنة، وهي مجموعة متفوقة وتتحكم في السياسية والاقتصاد والثقافة، والتي تسيطر على بلد معين أو منطقة معينة، على الرغم من أنها لا تمثل سوى نسبة ضئيلة من السكان عمومًا. عادة هذه المجموعة تكون مجموعة عرقية ذات خصائص عرقية أو دينية أو جنسية أو ثقافة، وحاصلة على قدر غير متناسب من مراكز القوى.
بعض الدراسات تدّعي بأن هناك حكم أقلية للرجل الأبيض في النظام الدولي، ويسمون هذا الظاهرة «الفصل العنصري العالمي.» وكانت قد أجريت أبحاث حوال علم الإنسان في عام 1993 من قبل ويليام هافيلاند حول عدم المساواة في الدخل والقوة الاقتصادية بين البيض والسود في جميع أنحاء العالم، ووجد أن 71% من المكاسب الاقتصادية العالمية تعود إلى الإنسان الأبيض الأوروبي. وكان قد استخدم رئيس جنوب أفريقيا ثابو مبيكي مصطلح «الفصل العنصري على الصعيد العالمي» في خطابه في عام 2002.
لا يقتصر ظاهرة حكم الأقلية البيض في جنوب أفريقيا خلال الأبارتيد وحتى اليوم، المثال الأكثر شهرة من حكم الأقلية الأفريقية في أفريقيا هو حكم التوتسي في رواندا وبوروندي. ومن الأمثلة في دول أخرى؛ الولايات المتحدة حيث اليهود والبروتستانت الأنجلو-ساكوسن هم بمثابة النخبة الاجتماعية التي تتحكّم في الإقتصاد الأميركي والسياسة والمجتمع، البروتستانت خاصًة أتباع الكنائس الأسقفية والمشيخية والأبرشانيون والتي تشّكل أقليّة، حاصلون على قدر غير متناسب في السياسة والاقتصاد. وفي أمريكا الجنوبية يحكم البيض ذوي الأصول الأوروبية والمسيطرين سيطرة كاملة على الاقتصاد والسياسة بشكل لا يتناسب مع نسبتهم السكانية. ومن الأمثلة حول الأقلية المهيمنة في الشرق الأوسط العلويين في سوريا، السنّة ممثلين بالأسرة المالكة في البحرين، العرب السنة خلال حكم صدام حسين في العراق، والموارنة في لبنان قبل الحرب الأهلية اللبنانية.
هناك حالات أخرى من الحالات التي يكون فيها مجموعة من مجموعات الأقليات وتحتل معظم المناصب الاقتصادية، وتحقق قوة اقتصادية عالية أكثر من معظم السكان. الأمثلة البارزة هي من المهاجرين من جنوب آسيا في شرق أفريقيا، والصينيون في إندونيسيا وماليزيا والأقباط في مصر.

## أمثلة لحكم الأقلية
- الجنوب أفريقيين البيض وخاصًة الأفريكان في جنوب أفريقيا.
- البيض ذوي الأصول الأوروبية في زيمبابوي.
- البيض ذوي الأصول الأروروبية في البرازيل.[6][7]
- الصينيين في أندونيسيا، ماليزيا وتايلندا.
- البيض وذوي الأصول الأوروبية في أمريكا اللاتينية.
- الأنجلو-أيرلنديين أو البروتستانتية المهيمنة في أيرلندا.
- الأنجلو ساكسون البروتستانت في الولايات المتحدة.
- الموارنة في لبنان.
- الفرس في ايران.
- العلويين في سوريا.[8]
- السنّة في البحرين.
- توتسي في رواندا.
- الأقدام السوداء في الجزائر الفرنسية.
- الكاثوليك في فيتنام الجنوبية.
- الصرب في يوغسلافيا.
- الروس في الاتحاد السوفياتي.